# 莉瑪·森
莉瑪·森（英語：Raima Sen，1979年11月7日—）是印度女演員，主要出現在孟加拉語电影及寶萊塢電影。她比較知名的電影包括:《Chokher Bali》 、《Parineeta》 及《Hrid Majharey》 等等。
莉瑪·森的父親Bharat Dev Varma是特里普拉邦的皇族後裔；祖母Ila Devi是科奇比哈爾的公主及佳雅特麗·戴維的姐姐。她的母親及外婆Suchitra Sen均是著名的孟加拉語電影女演員；而妹妹丽娅·森也是一名演員。

## 外部連結
- 莉瑪·森在互联网电影资料库（IMDb）上的資料（英文）